# Buković (Benkovac)
Buković falu Horvátországban Zára megyében. Közigazgatásilag Benkovachoz tartozik.

## Fekvése
Zárától légvonalban 35, közúton 49 km-re délkeletre, községközpontjától 2 km-re délkeletre Dalmácia északi részén, Ravni kotar és Bukovica határán fekszik.

## Története
A régészeti leletek tanúsága szerint a falu területe már a római korban is lakott volt. Itt haladt át a Jaderból (Zára) Asserián át Burnumba vezető római út. A feltárások szerint az út négy méter szélesen a falu utolsó házaitól mintegy nyolcszáz méter hosszúságban még egyenes vonalban haladt tovább. Délnyugati oldalán a völgyben húzódott az ókori Asseria városának határa. Az úttól néhány tíz méter távolságra római villagazdaság maradványai kerültek elő, melynek területén több római pénzérmét is találtak. A török kiűzése után a 17. század végén pravoszláv szerb lakosság telepedett le a területén. A falu 1797-ig a Velencei Köztársaság része volt. Miután a francia seregek felszámolták a Velencei Köztársaságot és a campo formiói béke értelmében osztrák csapatok szállták meg. 1806-ban a pozsonyi béke alapján az Első Francia Császárság Illír Tartományának része lett. 1815-ben a bécsi kongresszus újra Ausztriának adta, amely a Dalmát Királyság részeként Zárából igazgatta 1918-ig. A településnek 1857-ben 475, 1910-ben 822 lakosa volt. Az első világháború után előbb a Szerb-Horvát-Szlovén Királyság, majd Jugoszlávia része lett. A második világháború idején 1941-ben a szomszédos településekkel együtt Olaszország fennhatósága alá került. Az 1943. szeptemberi olasz kapituláció után visszatért Horvátországhoz, majd újra Jugoszlávia része lett. 1991-ben lakosságának 99 százaléka szerb nemzetiségű volt. 1991 folyamán szerb lakói csatlakoztak a Krajinai Szerb Köztársasághoz és a település szerb igazgatás alá került. 1995 augusztusában a Vihar hadművelet során foglalta vissza a horvát hadsereg. Szerb lakói elmenekültek és később is csak kevesen tértek vissza. A háború után Bosznia-Hercegovinából érkezett horvátok települtek a falu északnyugati részére, ahol új házakat és infrastruktúrát építettek ki. 2001-ben lakosságának többsége már horvát nemzetiségű volt. 2011-ben 526 lakosa volt, akik főként mezőgazdasággal és állattartással foglalkoztak.

## Lakosság
| Lakosság változása | Lakosság változása | Lakosság változása | Lakosság változása | Lakosság változása | Lakosság változása | Lakosság változása | Lakosság változása | Lakosság változása | Lakosság változása | Lakosság változása | Lakosság változása | Lakosság változása | Lakosság változása | Lakosság változása | Lakosság változása |
| ------------------ | ------------------ | ------------------ | ------------------ | ------------------ | ------------------ | ------------------ | ------------------ | ------------------ | ------------------ | ------------------ | ------------------ | ------------------ | ------------------ | ------------------ | ------------------ |
| 1857               | 1869               | 1880               | 1890               | 1900               | 1910               | 1921               | 1931               | 1948               | 1953               | 1961               | 1971               | 1981               | 1991               | 2001               | 2011               |
| 475                | 320                | 528                | 483                | 690                | 822                | 1.123              | 1.036              | 1.017              | 1.021              | 1.019              | 918                | 840                | 904                | 323                | 526                |